# Fabio Leimer

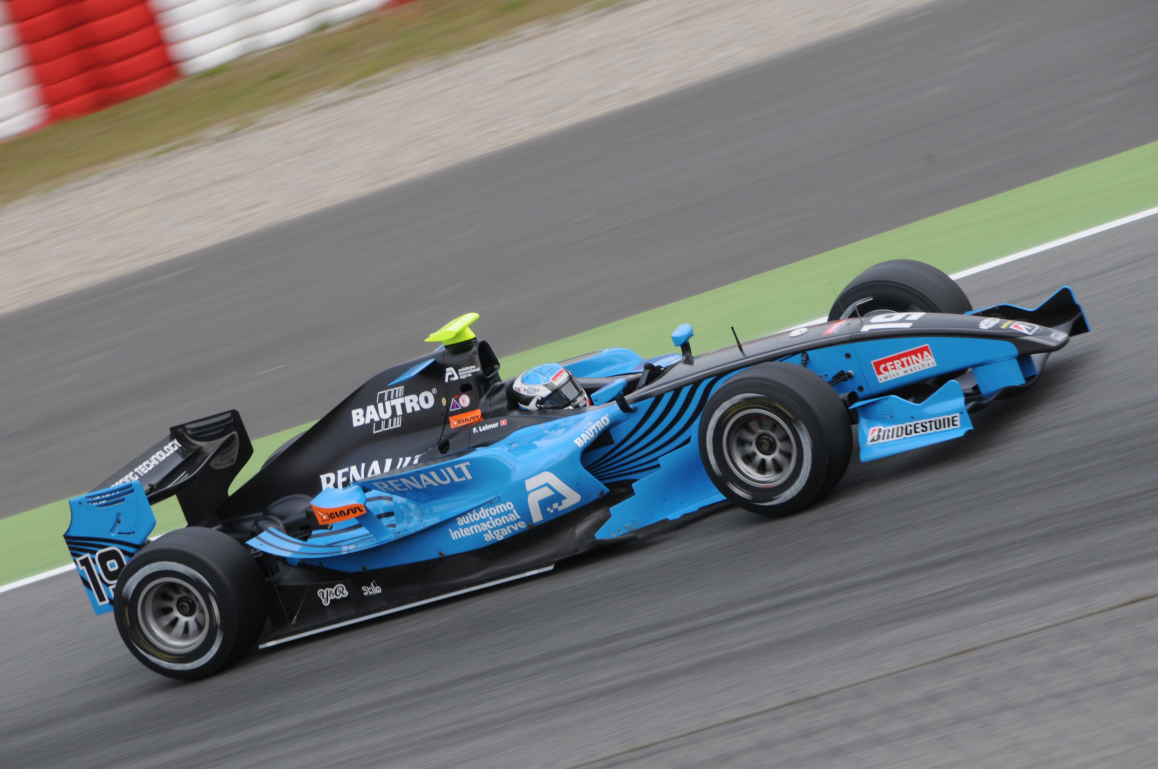
Fabio Leimer på väg mot segern i det andra racet på Circuit de Catalunya i GP2 Series 2010.

Fabio Leimer, född 17 april 1989 i Rothrist, är en schweizisk racerförare som blev mästare i International Formula Master 2009.

## Racingkarriär
| År                                               | Klass/Mästerskap             | Team                       | Bil                       | Totalt/poäng   | Bästa placering                    |
| ------------------------------------------------ | ---------------------------- | -------------------------- | ------------------------- | -------------- | ---------------------------------- |
| 2006                                             | Formula BMW ADAC             | Team Rosberg Matson Racing | Mygale FB02 (BMW K1200RS) | 18:e/4p        | ?                                  |
| 2006                                             | Formula BMW World Final      | Matson Motorsport          | Mygale FB02 (BMW K1200RS) | 19:e           | 19:e                               |
| 2007                                             | Formula Renault 2.0 Eurocup  | Jenzer Motorsport          | Tatuus FR2000 (Renault)   | 17:e/17p       | 5:a på Magny-Cours (Race 1)        |
| 2007                                             | Formula Renault 2.0 Italia   | Jenzer Motorsport          | Tatuus FR2000 (Renault)   | 11:a/161p      | 2:a i Valencia (Race 2)            |
| 2008                                             | International Formula Master | Jenzer Motorsport          | Formula S2000 (Honda)     | 2:a/79p        | Tre segrar                         |
| 2008                                             | Formula Master Italia        | Jenzer Motorsport          | Formula S2000 (Honda)     | 4:a/48p        | 1:a på ? (Race ?)                  |
| 2009                                             | International Formula Master | Jenzer Motorsport          | Tatuus IFM (Honda K20A)   | 1:a/106p       | Sju segrar                         |
| 2009/2010                                        | GP2 Asia Series              | Ocean Racing Technology    | Dallara GP2/05 (Renault)  | -/0p           | 15:e på Sakhir (Race 2)            |
| 2010                                             | GP2 Series                   | Ocean Racing Technology    | Dallara GP2/08 (Renault)  | 19:e/8p        | 1:a i Barcelona (Race 2)           |
| 2011                                             | GP2 Asia Series              | Rapax Team                 | Dallara GP2/11 (Renault)  | 5:a/9p         | 2:a på Imola (Race 2)              |
| 2011                                             | GP2 Series                   | Rapax Team                 | Dallara GP2/11 (Renault)  | 14:e/15p       | 1:a på Catalunya                   |
| 2011                                             | GP2 Final                    | Racing Engineering         | Dallara GP2/11 (Renault)  | 1:a/13p        | 1:a på Yas Marina Circuit (Race 1) |
| 2011                                             | Formel 1                     | Sauber F1 Team             | Sauber C30 (Ferrari)      | Testförare     | Testförare                         |
| 2012                                             | GP2 Series                   | Racing Engineering         | Dallara GP2/11 (Renault)  | säsongen pågår | säsongen pågår                     |
| Senast uppdaterad: 2012-03-31 (4668 dagar sedan) |                              |                            |                           |                |                                    |